# Horisme flavovenata
Horisme flavovenata är en fjärilsart som beskrevs av John Henry Leech 1897. Horisme flavovenata ingår i släktet Horisme och familjen mätare. Inga underarter finns listade i Catalogue of Life.